# Abies densa
El abeto de Bután (Abies densa) es una especie de conífera perteneciente a la familia Pinaceae propia de Bután, China, India, y Nepal.

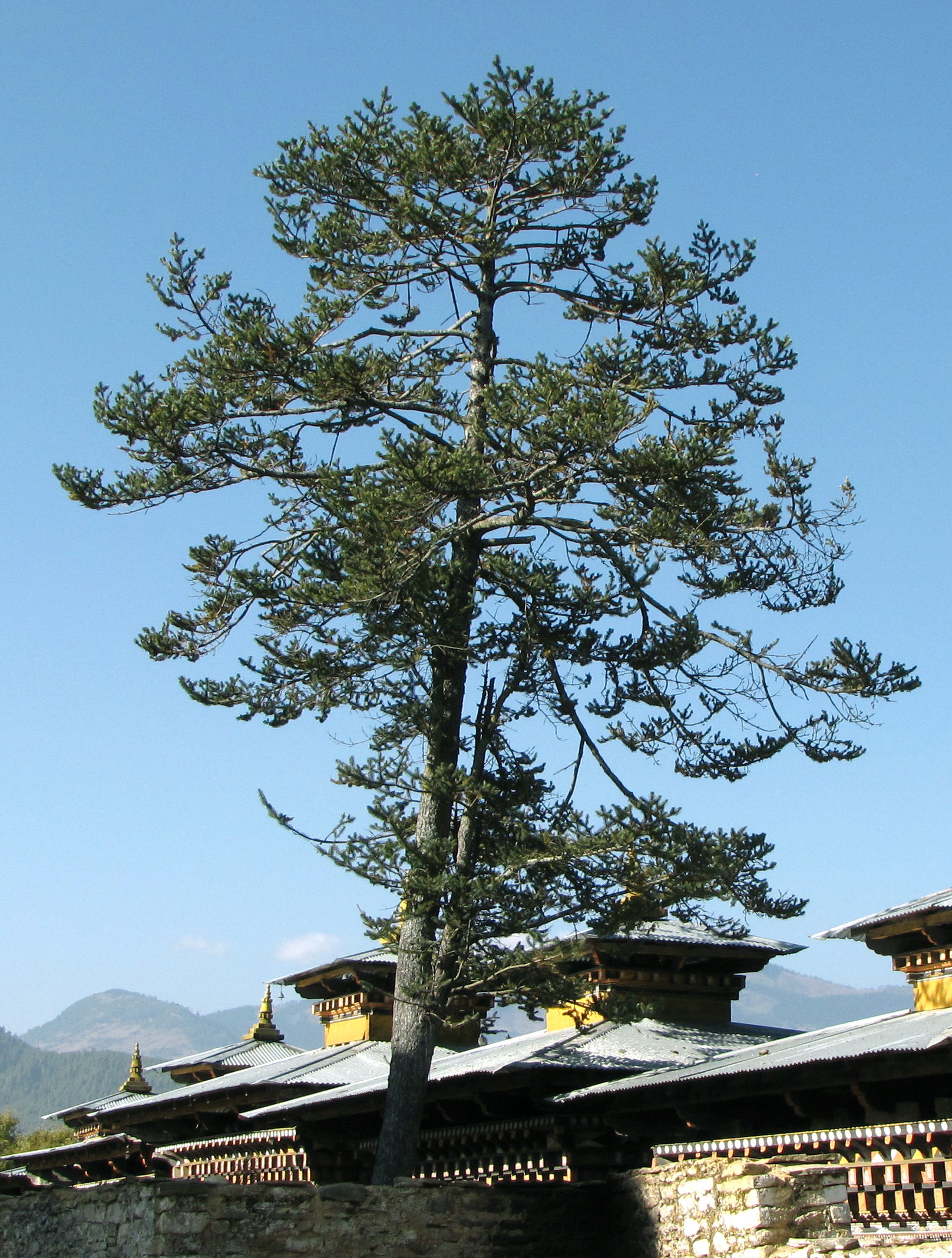
Vista del árbol

## Descripción
Son árboles que alcanzan los 60 metros de altura, ramificados. Las hojas lineales de 2-4.5 cm de longitud y 2.5–3 mm de ancho. Los conos de las semillas al madurar se tornan de color púrpura-oscuro y son 9–10 cm de longitud por 4 cm de ancho.

## Taxonomía
Abies densa fue descrita por William Griffith y publicado en Notulae ad Plantas Asiaticas 4: 19. 1854.
Etimología
Abies: nombre genérico que viene del nombre latino de Abies alba.
densa: epíteto latino que significa "densa".
Sinonimia
- Abies spectabilis subsp. densa (Griff.) Silba
- Abies spectabilis var. densa (Griff.) Silba[5][6]